# Сайлент Хилл (город)
Са́йлент Хилл (англ. Silent Hill, буквально «Тихий холм» или «Безмолвный холм») — вымышленный покинутый город из вселенной серии игр Silent Hill. В нём полностью или частично происходит действие всех игр серии. Находится в США, в штате Мэн, хотя в большинстве игр точное расположение города не упоминается. В фильме «Сайлент Хилл» город является шахтёрским и находится в штате Западная Виргиния, в вымышленном округе Толука; прототипом Сайлент Хилла в фильме послужил реально существующий город Сентре́йлия, штат Пенсильвания.
Сайлент Хилл чаще воспринимается как заброшенный город-призрак, однако, по-видимому, он не является таковым — герои игр сталкиваются лишь с «альтернативными» версиями города: «туманным» Сайлент Хиллом, выглядящим как обычный город, откуда внезапно и таинственно пропали все люди, и инфернальным «потусторонним» Сайлент Хиллом. В реальном мире город продолжает жить своей жизнью и развиваться. Это курортный город, являющийся относительно популярным местом для туристов.
Есть разные версии происхождения альтернативных сторон Сайлент Хилла. По одной из них, альтернативная сторона — результат ритуалов некоего закрытого магического ордена, управляющего городом и одержимого идеей через страдания людей построить Рай на земле. По другой, на город повлияло озеро Толука — местная достопримечательность. Подтверждение этой теории можно найти во второй части игры (Silent Hill 2: Restless dreams). Там говорится о том, как инквизиторы, проводившие экзекуции над ведьмами, омывали свои топоры в водах озера, и оно стало проклятым. Впоследствии туман с озера, покрывая город, «приносил с собой изменения».

## География
Сайлент Хилл находится на берегах озера Толука, окружённого горами и лесами и делящего город пополам на две части — северный Пэйлвилль и южный Саус-Вэйл. На другом конце озера находится меньший по размерам город Шепердс-Глен (англ. Shepherd’s Glen); более крупный населённый пункт Брамс (Brahms) находится за горами; ещё далее находится крупный город Эшфилд (Ashfield). Кроме того, относительно близок к Сайлент Хиллу реально существующий город Портленд (штат Мэн). Из Эшфилда в Сайлент Хилл можно попасть по окружной дороге 73, переходящей в улицу Натан-авеню; аналогичные неназванные шоссе ведут в северную часть Сайлент Хилла с севера (улица Бахмана) и с востока (Мидуэй-авеню).
Пэйлвилль — более старая часть города; она включает в себя Старый Сайлент Хилл, деловой центр города (Центральный Сайлент Хилл) и Курортный район с Парком развлечений Лейксайд. Южный Саус-Вэйл, застроенный уже в течение XX века — промышленный район; здесь находятся такие достопримечательности, как Историческое общество Сайлент Хилла (бывшая тюрьма Толука, превращённая в музей), Розуотерский парк, где похоронены жертвы эпидемии, и Брукхейвенский госпиталь.
Благодаря уникальным природным условиям в городе практически постоянно стоят исключительные тишина и спокойствие. Озеро Толука привлекает рыбаков и любителей лодочного спорта.

## История
Первые поселения в районе Сайлент Хилла появились ещё в начале XVII века, во время освоения Новой Англии колонистами — выходцами из Великобритании. Они вытеснили коренных жителей этих мест — североамериканских индейцев, для которых территория Сайлент Хилла была священной «Землей Молчащих Духов»; тем не менее, индейские верования оказали на первых жителей Сайлент Хилла большое влияние.
Около 1700 года Сайлент Хилл сильно пострадал от таинственной эпидемии, задевшей и соседние поселения, и был на десятилетия заброшен, обратившись в настоящий город-призрак. Тем не менее, к концу XVIII — началу XIX века город был вновь заселен. В 1810 году в городе, получившем статус «пенитенциарной колонии», были основаны федеральная Тюрьма Сайлент Хилла и Брукхейвенский госпиталь, позже ставший клиникой для душевнобольных. В 1820 году Мэн стал официальным штатом. Около 1840 года тюрьма была закрыта в связи с очередной эпидемией, и город пережил некоторый спад, сменившийся промышленным бумом, когда в начале 1850 годов в районе города обнаружили обширные залежи каменного угля; открывшаяся шахта Уилтс привлекла в город много рабочих рук. В 1853 году четыре сайлентхилльские семьи покинули город и основали на другом конце озера маленький городок Шепердс-Глен.
Примерно же в это время в городе появилась мистическая секта, известная под названием Орден. В 1862 году, в связи с Гражданской войной в США в городе был создан лагерь для военнопленных, известный как Тюремный лагерь Толука. В 1866 году сразу после окончания войны лагерь для военнопленных преобразовался в новую тюрьму Толука, просуществовавшую до начала XX века. После закрытия тюрьмы Толука в 1900 году и истощения угольных залежей город был превращен в курорт.
В 1900—1920 годах в городе произошло много случаев таинственных исчезновений людей; отчасти с этим и было связано закрытие тюрьмы. Наиболее громким эпизодом было исчезновение на озере Толука прогулочного парохода «Маленькая Баронесса» в 1918 году — со всей командой и пассажирами. В 1939 году снова стали происходить странные случаи на озере Толука. Городским властям стоило больших усилий сгладить впечатления от этих загадочных эпизодов и восстановить доброе имя города.
Действие всех игр серии разворачивается в последней четверти XX века и в начале XXI века, без точной привязки к каким-либо датам. Перед началом первого Silent Hill город стал центром наркобизнеса, связанного с галлюциногенным наркотиком ПТВ, производимого из эндемичного для этих мест растения Белая Клаудия. Производство ПТВ находилось в руках сектантов, и попытки властей расследовать связанные с ним преступления окончились ничем. Неизвестно, когда именно происходят действия следующих игр, однако можно прикинуть вот по таким фактам. Совершенно точно известно, что действие третьей части происходит через семнадцать лет после событий первой части. В четвёртой части упомянуто, что Уолтер Салливан был посажен в тюрьму и совершил самоубийство за десять лет до событий, происходящих в игре. А после прочтения записки в приюте «Дом желаний» можно предположить, что Алесса и Уолтер были примерно одного возраста. То есть убийства Уолтера могли происходить даже во время посещения города Гарри Мейсоном. Значит, скорее всего, события четвёртой игры происходят до событий третьей. Неизвестно, когда именно происходят события второй, до первой или после, но очевидно, что перед четвёртой, так как в игре можно найти упоминание об Уолтере Салливане в газете.

## Пласты реальности Сайлент Хилла
«Реальный» город, населённый людьми и продолжающий жить нормальной жизнью, не показан ни в одной игре серии. Тем не менее, живущие в нём персонажи в играх есть — такова, например, Лора в Silent Hill 2. Они не видят тех кошмарных образов города, которые представляются протагонистам игр. С другой стороны, в обычном мире люди вряд ли бы позволили Лоре бегать по гостинице и тем более по госпиталю. В фильме «Сайлент Хилл» Томас Гуччи и Кристофер ДаСильва въезжают в город на машине. Город пуст, в нём нет ни монстров, ни людей, ни тумана. Но передвигаться без респираторов опасно, так как можно отравиться продуктами горения угля под городом.
«Туманный» город, образ которого примерно един для всех игр серии, выглядит как покинутый, брошенный людьми. Он накрыт плотным слоем тумана, сквозь который видны только ближайшие здания; большинство домов заколочены, на улицах стоят неработающие автомобили, свет и водоснабжение не работают. В Silent Hill, Silent Hill: Homecoming и Silent Hill: Origins, а также фильме «Сайлент Хилл» город рассекают на части странные бездонные провалы, похожие на следы землетрясения. Помимо тумана, в первом Silent Hill с неба падает снег (что удивляет героев, так как действие игры происходит не зимой), а в фильме «Сайлент Хилл» и Silent Hill: Homecoming — пепел.
«Потусторонний» (англ. Otherworld) Сайлент-Хилл, в который время от времени попадают герои игр, выглядит по-разному; в общем и целом это воплощения личных фобий героев, отражения их внутреннего состояния. В нём всегда царит ночь. Считающийся наиболее каноническим «потусторонний» город Алессы Гиллеспи, появляющийся в Silent Hill и Silent Hill 3 — очень темное место, напоминающее отчасти промышленное предприятие; там много решёток, заборов из сетки Рабица, трубопроводов, вращающихся вентиляторов; на фоне неба видны ветряки и дымовые трубы; кроме того, по нему беспорядочно разбросаны пугающие следы насилия — лужи крови и расчленённые трупы.
В Silent Hill: Shattered Memories потусторонний Сайлент Хилл погружен в глубокую зиму, засыпан снегом и покрыт льдом. Потусторонний город в Silent Hill 2 выглядит сильно повреждённым, разваливающимся и гниющим; в нём ведутся какие-то строительные работы, о чём свидетельствуют строительные леса и находящиеся в стадии отделки стены.
Альтерации, переходу в «потустороннюю» версию подвержен не только Сайлент-Хилл, но и другие показанные в серии города: Шепердс-Глен из Silent Hill: Homecoming и крупный город Портленд из Silent Hill 3.

## Восприятие
Сайлент Хилл занял первое место в рейтинге «7 самых страшных вымышленных городов» по версии журнала Total DVD. Он является одним из самых известных виртуальных городов, чье имя стало нарицательным. Город расценивается как непосредственный участник событий, полотно, на котором разработчики воплощали невербальные подсказки к пониманию повествования. Туманный, пугающий и потусторонний, он не отталкивает людей, а притягивает и олицетворяет собой тёмную силу и негативную психоэнергетику.